# تپه شهر سوخته ۵۴
تپه شهر سوخته ۵۴ مربوط به هزاره سوم و ۲ قم است و در شهرستان زابل، بخش شیب آب، روستای حومه شهر سوخته واقع شده و این اثر در تاریخ ۳۰ تیر ۱۳۸۴ با شمارهٔ ثبت ۱۲۱۴۱ به‌عنوان یکی از آثار ملی ایران به ثبت رسیده است.